# Państwowe Zakłady Lotnicze
Państwowe Zakłady Lotnicze (PZL) – polska wytwórnia lotnicza, przedsiębiorstwo państwowe założone w Warszawie w 1928 r.
W okresie PRL również nazwa powstałego w 1945 roku organu zarządzania branżą – Zjednoczenia Przemysłu Lotniczego z pierwszą siedzibą we Włochach pod Warszawą. Wiele lat później zmieniono mu nazwę na Zjednoczenie Przemysłu Lotniczego i Silnikowego „PZL”.
W 2008 roku w Polsce istniały cztery przedsiębiorstwa noszące w nazwie skrót PZL: Wytwórnia Sprzętu Komunikacyjnego „PZL-Kalisz”, Wytwórnia Sprzętu Komunikacyjnego „PZL-Rzeszów”, Wytwórnia Sprzętu Komunikacyjnego „PZL-Świdnik” oraz Wytwórnia Sprzętu Komunikacyjnego „PZL-Warszawa II” (Bumar), a także Polskie Zakłady Lotnicze Sp. z o.o. (PZL Mielec). Działalność prowadzi także spółka Pezetel Aviation sp. z o.o. – następca dawnego Przedsiębiorstwa Handlu Zagranicznego Pezetel.

## Okres międzywojenny i II wojna światowa
Państwowe Zakłady Lotnicze zostały założone w Warszawie w 1928 na bazie wcześniejszych Centralnych Warsztatów Lotniczych (CWL). Pierwszym ich produktem był licencyjny francuski samolot myśliwski Wibault 70, który pozwolił opanować technologię samolotów o konstrukcji metalowej. Wkrótce utalentowany konstruktor Zygmunt Puławski opracował serię nowoczesnych samolotów myśliwskich z polskim płatem: PZL P.1, P.6, P.7 i P.11. Ostatnie dwa typy były produkowane seryjnie i były standardowym wyposażeniem polskiego lotnictwa myśliwskiego w latach 1933–1939. Samolot PZL P.24, rozwinięty już po śmierci Puławskiego w katastrofie lotniczej i produkowany od 1936 r., był sprzedawany do Turcji, Bułgarii, Rumunii i Grecji oraz budowany na licencji w Turcji i Rumunii. Seryjnie produkowane były ponadto: lekkie bombowce PZL.23 Karaś i PZL.43 oraz nowoczesny średni bombowiec PZL.37 Łoś. PZL budowały również w małych ilościach samoloty sportowe (PZL.5, PZL.19, PZL.26) i łącznikowe (PZL Ł.2). Przed 1939, PZL opracowały także projekty i prototypy samolotów myśliwskich (w tym PZL.50 Jastrząb który wszedł do produkcji seryjnej ale żaden samolot nie opuścił wytwórni przed wybuchem II wojny światowej) i samolotu pasażerskiego PZL.44 Wicher. PZL były największym polskim przedwojennym producentem samolotów.
Od 1934 główny zakład PZL mieścił się w Warszawie na Okęciu na Paluchu i nosił oznaczenie PZL WP-1 (Wytwórnia Płatowców-1, Wytwórnia Płatowców nr 1). W ramach budowy Centralnego Okręgu Przemysłowego uruchomiono tuż przed II wojną światową dwa nowe zakłady: w Mielcu i Rzeszowie.
Nowy oddział PZL WP-2 w Mielcu (Wytwórnia Płatowców-2, Wytwórnia Płatowców nr 2) którego budowę rozpoczęto 1 września 1937, rozpoczął produkcję w marcu 1939 w Mielcu-Cyrance. Do wybuchu wojny zdążono tu zbudować 6 dwusilnikowych bombowców PZL.37 Łoś z części dostarczonych z wytwórni warszawskiej.
W Rzeszowie powstał zakład PZL WS-2 (Wytwórnia Silników nr 2). Inwestorem zakładu w Rzeszowie była wytwórnia silników WS-1 z Warszawy. Prace budowlane rozpoczęto wiosną 1937, a już w lipcu przystąpiono do wznoszenia głównych obiektów zakładu, w 1938 zbudowano bloki mieszkalne „Osiedla WSK” przy ul. Dąbrowskiego. W założeniu PZL WS-2 w Rzeszowie miała produkować silniki lotnicze dla wytwórni w Mielcu. Uruchomiono tu licencyjną produkcję brytyjskich silników Bristol Pegasus XX, pod nazwą PZL Pegaz XX, dla dwusilnikowych bombowców PZL.37; oficjalna strona WSK-PZL Rzeszów podaje informację o budowie przed wybuchem wojny silników tego typu. Natomiast Bogdan Kaczmar podaje, że do wybuchu wojny zdołano wyprodukować tylko 50 silników PZInż Junior, wytwarzanych dotychczas przez Państwowe Zakłady Inżynierii. Docelowo zamierzano produkować w Rzeszowie 450 silników rocznie. Po wybuchu wojny i wkroczeniu do Rzeszowa wojsk niemieckich wytwórnię przejęli Niemcy.
Oddział PZL WS-1 (Wytwórnia Silników-1) w Warszawie budował silniki lotnicze – przede wszystkim silniki gwiazdowe na licencji brytyjskiej firmy Bristol. Były to silniki Pegasus VIII, budowane jako PZL Pegaz VIII, dla bombowców PZL.23 oraz Mercury VIII, budowane jako PZL Merkury VIII, dla przyszłego myśliwca PZL.50.
Podczas II wojny światowej, wszystkie wytwórnie PZL zostały przejęte (z wyjątkiem rzeszowskiej) przez Niemców pod nazwą Flugmotorenwerke, naprawiające silniki lotnicze na potrzeby Luftwaffe (lotnictwa III Rzeszy). Podczas odwrotu Niemcy ograbili i zniszczyli zakłady, po wojnie zostały one odbudowane.

## Okres powojenny
Po II wojnie światowej pierwszym – już w 1945 r. – kontynuatorem ich tradycji i działalności były powstałe w Lublinie, a krótko potem przeniesione do Łodzi Lotnicze Warsztaty Doświadczalne w Łodzi.
Zakłady PZL WP-1 zostały początkowo przeznaczone jako zaplecze studyjno-projektowe dla przemysłu lotniczego i nazwane CSS (Centralne Studium Samolotów), później znowu przejęły rolę wytwórni lotniczej pod nazwą WSK-4 (Wytwórnia Sprzętu Komunikacyjnego 4), a od 1956: WSK-Okęcie. Pomimo nowej nazwy „WSK”, skrót „PZL” był wciąż używany w oznaczeniach nowych projektów. WSK-Okęcie rozwijała i produkowała głównie lekkie samoloty sportowe, szkolne, wielozadaniowe i rolnicze. Najbardziej znanymi konstrukcjami są: PZL-104 Wilga (wielozadaniowy) i PZL-106 Kruk (rolniczy). Po 1989 zakłady powróciły do tradycyjnej nazwy: PZL „Warszawa-Okęcie”, od 1995 roku PZL „Warszawa-Okęcie” S.A..
Druga wytwórnia, dawna PZL WP-2, nazwana po wojnie WSK „PZL-Mielec”, stała się największym po wojnie polskim producentem samolotów w oparciu o silniki dostarczane przez WSK-PZL Rzeszów. Początkowo produkowano w Mielcu licencyjne radzieckie samoloty: dwupłatowe samoloty wielozadaniowe An-2 i myśliwce odrzutowe MiG-15 (jako Lim-1 i Lim-2) oraz MiG-17 (jako Lim-5 i Lim-6). Wytwórnia produkowała także samoloty odrzutowe polskiej konstrukcji: szkolno-treningowe TS-11 Iskra i rolnicze M-15 Belphegor (na eksport dla ZSRR). Od lat 80. XX w. wytwórnia produkuje głównie własne wersje rozwojowe konstrukcji licencyjnych, jak samolot rolniczy PZL M18 Dromader i lekki samolot transportowy PZL M28 Skytruck/Bryza. Po 1998 wytwórnia została przekształcona w spółkę o nazwie: Polskie Zakłady Lotnicze Sp. z o.o., w skrócie: PZL Mielec.

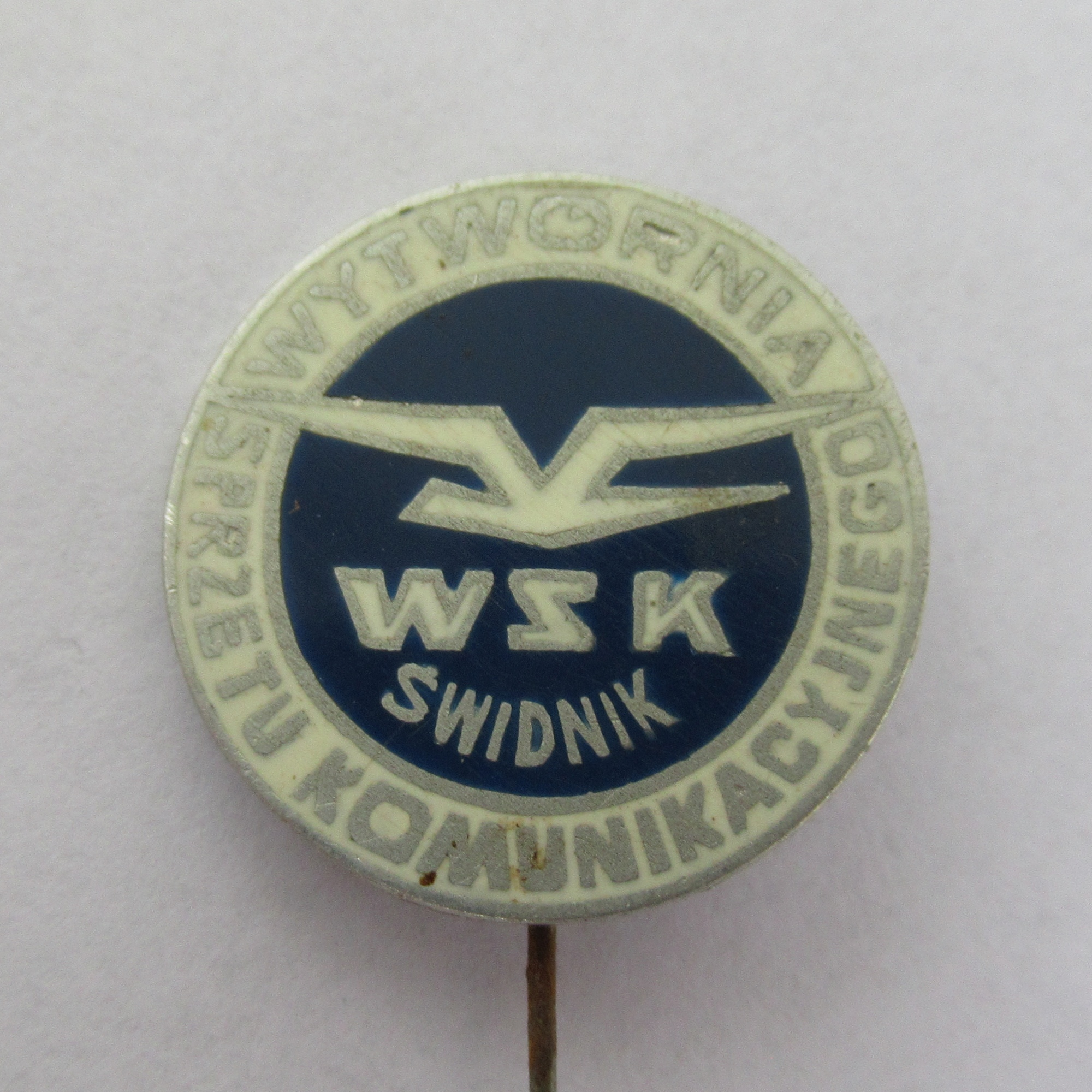
Logo WSK Świdnik

W 1951 zbudowano czwartą powojenną wytwórnię lotniczą: WSK-Świdnik w Świdniku, w 1957 przemianowaną na WSK „PZL-Świdnik”. Od 1956 wytwórnia stała się jednym z głównych światowych producentów śmigłowców, produkując śmigłowce Mi-1 (jako SM-1 i SM-2) oraz Mi-2 na radzieckiej licencji. Świdnik stał się wyłącznym producentem szeroko rozpowszechnionego Mi-2. Od końca lat 80. Świdnik produkuje zaprojektowany w Polsce śmigłowiec W-3 Sokół. Po 1991 wytwórnia zmieniła nazwę na PZL-Świdnik. Obecnie produkuje również lekki śmigłowiec PZL SW-4, szybowce i części dla innych światowych wytwórców takich jak Agusta, GKN, Cessna czy Bell. 6 czerwca 2005 zakład podpisał kontrakt na dostawę części dla US Navy. W 2004 PZL-Świdnik osiągnęły sprzedaż w wysokości 209 mln zł przy 6,9 mln zł zysku.

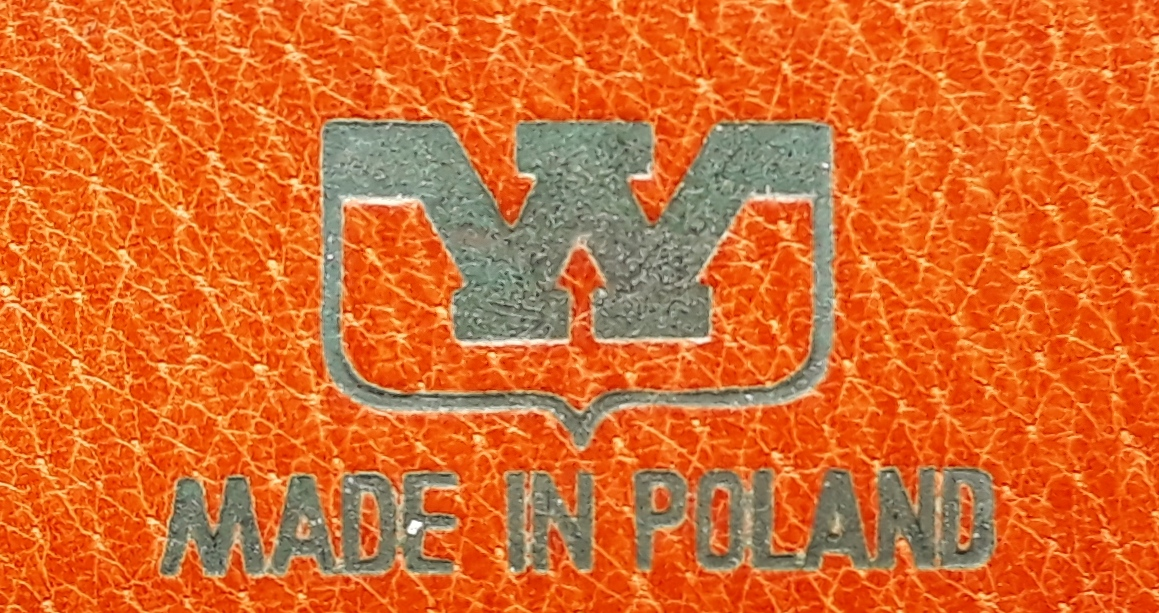
Logo WSK Wrocław

Również w 1951 dotychczasową wytwórnię silników Fasil położoną we wrocławskim Psim Polu, powstałą tu w latach 1946–1947 na miejscu przedwojennych zakładów Rheinmetall-Borsig przemianowano na Wytwórnię Sprzętu Komunikacyjnego (od 1970 do 1974 Kombinat Typowych Elementów Hydrauliki Siłowej „Delta-Hydral”, od 1975 do 1993 Kombinat Typowych Elementów Hydrauliki Siłowej „PZL-Hydral”); produkowano tam różne podzespoły i komponenty używane przez pozostałe wytwórnie PZL i nie tylko – układy hydrauliczne, układy hamulcowe, pompy, kształtki i in. Od grudnia 1993 firma funkcjonowała jako Kombinat „PZL-Hydral” SA. W 2011 firmę przejął amerykański Hamilton Sundstrand (przejęty następnie przez United Technologies Corporation). Przedsiębiorstwo zaczęło specjalizować się w produkcji lotniczych układów paliwowych i hydraulicznych – utworzono też Centrum Badawczo-Rozwojowe, którego celem jest opracowywanie, testowanie i wdrażanie do produkcji nowych konstrukcji z tej dziedziny.

## Główne konstrukcje

### PZL (przed 1939 r.)
Lista głównych konstrukcji PZL (data oblotu prototypu / rozpoczęcia produkcji), kursywą oznaczone prototypy.
| Konstrukcja        | Opis                                                                                |
| ------------------ | ----------------------------------------------------------------------------------- |
| PZL-SPAD S.61      | myśliwiec, 1-silnikowy dwupłat, 1928/1929 (licencyjny)                              |
| PZL Wibault 7      | myśliwiec, 1-silnikowy górnopłat, 1929/1930 (licencyjny)                            |
| PZL P.1            | prototyp myśliwca, 1-silnikowy górnopłat, 1929/-                                    |
| PZL Ł.2            | łącznikowy, 1-silnikowy górnopłat, 1929/1931                                        |
| PZL.3              | projekt bombowca, 4-silnikowy dolnopłat, -/-                                        |
| PZL.4              | prototyp samolotu pasażerskiego, 3-silnikowy górnopłat, 1932/-                      |
| PZL.5              | sportowy, 1-silnikowy dwupłat, 1930/1931                                            |
| PZL P.6            | prototyp myśliwca, 1-silnikowy górnopłat, 1930/-                                    |
| PZL P.7            | myśliwiec, 1-silnikowy górnopłat, 1930/1932                                         |
| PZL.8              | projekt wodnosamolotu szkolnego, 1-silnikowy dwupłat, -/-                           |
| PZL P.8            | prototyp myśliwca, 1-silnikowy górnopłat, 1931/-                                    |
| PZL.9              | projekt wodnosamolotu obserwacyjnego, 1-silnikowy górnopłat, -/-                    |
| PZL P.9            | projekt myśliwca, 1-silnikowy górnopłat, -/-                                        |
| PZL P.10           | projekt myśliwca, 1-silnikowy górnopłat, -/-                                        |
| PZL P.11           | myśliwiec, 1-silnikowy górnopłat, 1931/1934                                         |
| PZL.12             | prototyp sportowego samolotu-amfibii, 1-silnikowy górnopłat, 1931/-                 |
| PZL.13             | projekt sześciomiejscowego samolotu pasażerskiego, 1-silnikowy dolnopłat, 1930/1931 |
| PZL.15             | projekt wodnosamolotu obserwacyjnego, 1-silnikowy dolnopłat, -/-                    |
| PZL.16             | pasażerski (prototyp), 1-silnikowy górnopłat, 1932/-                                |
| PZL.17             | pasażerski (projekt), 1-silnikowy górnopłat, -/-                                    |
| PZL.18             | projekt wodnosamolotu torpedowego, 2-silnikowy górnopłat, -/-                       |
| PZL.19             | sportowy, 1-silnikowy dolnopłat, 1932/-                                             |
| PZL.22             | doświadczalny (prototyp), 1-silnikowy bezogonowiec, 1934/-                          |
| PZL.23 Karaś       | lekki bombowiec, 1-silnikowy dolnopłat, 1934/1936                                   |
| PZL P.24           | myśliwiec, 1-silnikowy górnopłat, 1933/1936                                         |
| PZL.26             | sportowy, 1-silnikowy dolnopłat, 1934/-                                             |
| PZL.27             | pasażerski (prototyp), 3-silnikowy górnopłat, 1934/-                                |
| PZL.30 Żubr        | średni bombowiec, 2-silnikowy górnopłat, 1936/1938                                  |
| PZL.37 Łoś         | średni bombowiec, 2-silnikowy dolnopłat, 1936/1938                                  |
| PZL.38 Wilk        | prototyp myśliwca, 2-silnikowy dolnopłat, 1938/-                                    |
| PZL.42             | lekki bombowiec (prototyp), 1-silnikowy dolnopłat, 1936/-                           |
| PZL.43             | lekki bombowiec, 1-silnikowy dolnopłat, 1936/1939                                   |
| PZL.44 Wicher      | pasażerski (prototyp), 2-silnikowy dolnopłat, 1938/-                                |
| PZL.45 Sokół       | projekt myśliwca, 1-silnikowy dolnopłat, -/-                                        |
| PZL.46 Sum         | lekki bombowiec, 1-silnikowy dolnopłat, 1938/-                                      |
| PZL.48 Lampart     | projekt myśliwca, 2-silnikowy dolnopłat, -/-                                        |
| PZL.49 Miś         | projekt bombowca średniego, 2-silnikowy dolnopłat, -/-                              |
| PZL.50 Jastrząb    | prototyp myśliwca, 1-silnikowy dolnopłat, 1939/-                                    |
| PZL.53 Jastrząb II | projekt myśliwca, 1-silnikowy dolnopłat, -/-                                        |
| PZL.54 Ryś         | projekt myśliwca, 2-silnikowy dolnopłat, -/-                                        |
| PZL.55             | projekt myśliwca, 1-silnikowy dolnopłat, -/-                                        |
| PZL.56 Kania       | projekt myśliwca, 1-silnikowy dolnopłat, -/-                                        |

### CSS → WSK-Okęcie → PZL „Warszawa-Okęcie”
| Konstrukcja      | Opis                                                                              |
| ---------------- | --------------------------------------------------------------------------------- |
| CSS-13           | wielozadaniowy, 1-silnikowy dwupłat, 1948 r. (licencja Po-2)                      |
| LWD Junak        | szkolny, 1-silnikowy dolnopłat, l. 1948/1951                                      |
| Jak-12           | wielozadaniowy, 1-silnikowy górnopłat, 1956 r. (licencja radziecka)               |
| PZL-101 Gawron   | rolniczy i wielozadaniowy, 1-silnikowy górnopłat, l. 1958/1960                    |
| PZL-102 Kos      | sportowy, 1-silnikowy dolnopłat, l. 1958/1959                                     |
| PZL-104 Wilga    | wielozadaniowy, 1-silnikowy górnopłat, l. 1963/1964                               |
| PZL-105 Flaming  | wielozadaniowy, 1-silnikowy górnopłat, l. 1989/-                                  |
| PZL-106 Kruk     | rolniczy, 1-silnikowy dolnopłat, l. 1973/1977                                     |
| PZL-110 Koliber  | szkolny i sportowy, 1-silnikowy dolnopłat, 1978 r. (licencja SOCATA Rallye 100ST) |
| PZL-130 Orlik    | szkolno-treningowy turbośmigłowy, 1-silnikowy dolnopłat, l. 1984/1992             |
| PZL-230 Skorpion | samolot bezpośredniego wsparcia                                                   |

### WSK „PZL-Mielec” → PZL Mielec
| Konstrukcja                  | Opis                                                                                          |
| ---------------------------- | --------------------------------------------------------------------------------------------- |
| CSS-10                       | szkolny, 1-silnikowy, dolnopłat, l. 1948/1949                                                 |
| LWD Szpak                    | sportowy i turystyczny, 1-silnikowy dolnopłat, l. 1945/1948                                   |
| LWD Żak                      | sportowy i turystyczny, 1-silnikowy dolnopłat, l. 1947/1948                                   |
| TS-8 Bies                    | szkolno-treningowy, 1-silnikowy dolnopłat, l. 1955/1957                                       |
| An-2                         | transportowy i wielozadaniowy, 1-silnikowy dwupłat, 1960 r. (licencja radziecka)              |
| Lim-1                        | myśliwiec odrzutowy, 1-silnikowy, 1953 r. (licencja MiG-15)                                   |
| Lim-2                        | myśliwiec odrzutowy, 1-silnikowy, 1954 r. (licencja MiG-15bis)                                |
| Lim-5                        | myśliwiec odrzutowy, 1-silnikowy, 1956 r. (licencja MiG-17)                                   |
| Lim-6                        | szturmowiec odrzutowy, 1-silnikowy, 1961 r.                                                   |
| PZL M-2                      | szkolno-treningowy, 1-silnikowy dolnopłat, l. 1958/1960                                       |
| TS-11 Iskra                  | szkolno-treningowy odrzutowy, 1-silnikowy, l. 1960/1963                                       |
| TS-16 Grot                   | szkolno-treningowy odrzutowy, szturmowiec odrzutowy 1-silnikowy, l. 1960/1963                 |
| M-15 Belphegor               | rolniczy odrzutowy, 1-silnikowy dwupłat, l. 1973/1976                                         |
| PZL M18 Dromader             | rolniczy i pożarniczy, 1-silnikowy dolnopłat, l. 1976/1978                                    |
| PZL M28 Skytruck / Bryza     | lekki transportowy turbośmigłowy, 2-silnikowy górnopłat, 1984 r. (rozwinięcie licencji An-28) |
| PZL M-20 Mewa                | turystyczny i wielozadaniowy, 2-silnikowy, l. 1979/1989 (licencja Piper Seneca II)            |
| PZL M-21 Dromader Mini       | rolniczy, 1-silnikowy, l. 1987/                                                               |
| PZL M-24 Dromader Super      | rolniczy i pożarniczy, 1-silnikowy, l. 1987/                                                  |
| PZL M-25 Dromader Mikro      | rolniczy, 1-silnikowy, l. 1987/                                                               |
| PZL M26 Iskierka             | szkolny, 1-silnikowy dolnopłat, l. 1986/                                                      |
| PZL I-22 Iryda / M-93 / M-96 | szkolno-treningowy odrzutowy, 2-silnikowy, l. 1985/1992                                       |
| PZL S-70i Black Hawk         | międzynarodowa wersja śmigłowca Sikorsky UH-60 Black Hawk                                     |

### WSK „PZL Świdnik” → PZL-Świdnik
| Konstrukcja   | Opis                                                              |
| ------------- | ----------------------------------------------------------------- |
| PZL SM-1      | lekki śmigłowiec (1+2 miejscowy), 1957 r. (licencja Mi-1)         |
| PZL SM-2      | lekki śmigłowiec (1+4 miejscowy), 1962 r. (wersja rozwojowa Mi-1) |
| PZL Mi-2      | śmigłowiec (2+8 miejscowy), 1966 r. (licencja radziecka)          |
| PZL W-3 Sokół | śmigłowiec wielozadaniowy (2+12 miejscowy), l. 1979/1987          |
| PZL Kania     | śmigłowiec (2+8 miejscowy), wersja rozwojowa PZL Mi-2             |
| PZL SW-4      | lekki śmigłowiec (1+4 miejscowy)                                  |

## Związani z PZL
- Tadeusz Sołtyk
- Zygmunt Puławski
- Jerzy Dąbrowski (konstruktor)